# اعترافات (اختلال ضال)
«اعترافات» (بالإنجليزية: Confessions)‏ هي الحلقة الحادية عشر للموسم الخامس من مسلسل إيه إم سي التلفزيوني الدرامي اختلال ضال. كتبتها جينيفر هاتشيسون وأخرجها مايكل سلوفيس، بُثَّت على إيه إم سي في 25 أغسطس 2013.
يصور والتر وايت فيديو يعترف فيه بأن هانك شرايدر هو من أجبره على بيع المخدرات وكان يهدده طوال هذه الفترة بقتله . والرسالة كانت عبارة عن تهديد لهانك بأن يترك والتر وايت ولا يخبر قسم مكافحة المخدرات بحقيقة والتر وايت

## وصلات خارجية
- «إعترافات» على إيه إم سي (بالإنجليزية)
- «اعترافات» على قاعدة بيانات الأفلام على الإنترنت (بالإنجليزية)